# Vladimír Suchánek

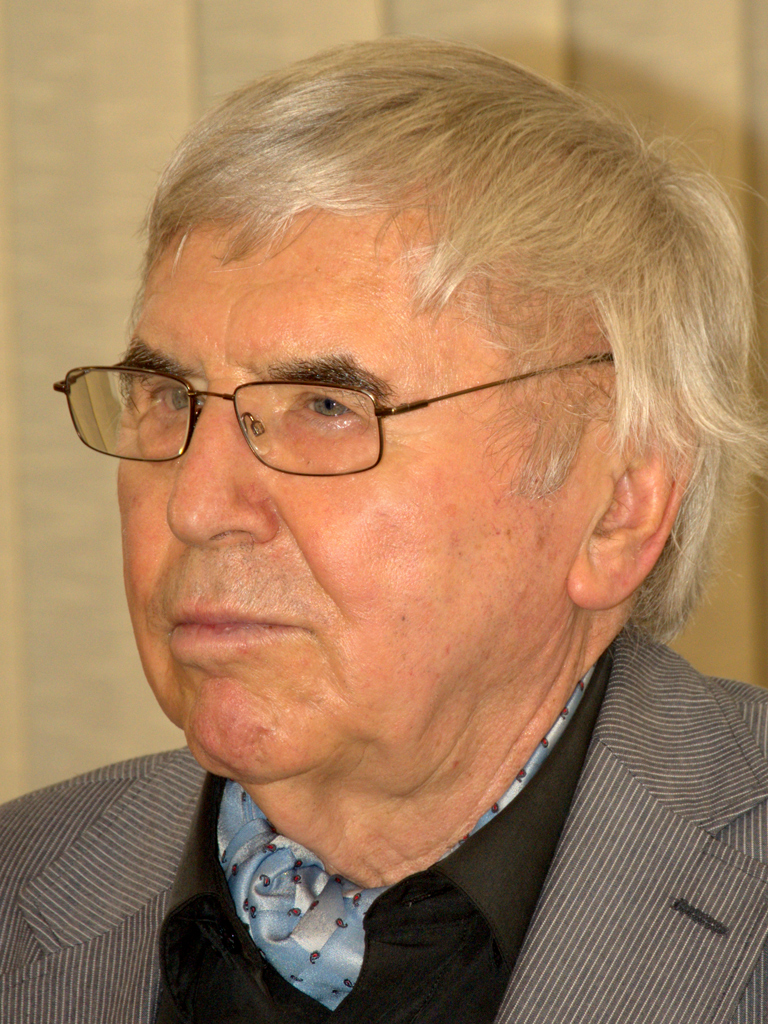
Vladimír Suchánek

Vladimír Suchánek (Nové Město nad Metují, 12 februari 1933 – aldaar, 25 januari 2021) was een Tsjechisch grafisch kunstenaar. Naast kunstwerken, heeft Vladimír Suchánek ook verschillende postzegels ontworpen.

## Biografie
Suchánek is geboren in het noordoosten van Bohemen. Hij studeerde in 1954 af als tekenleraar aan de pedagogische faculteit van de Karelsuniversiteit in Praag en in 1960 voltooide hij zijn studie aan de kunstacademie van dezelfde stad. In 1965 werd hij lid van de vereniging van Tsjechische grafische kunstenaars Hollar. De activiteiten van deze vereniging werden in 1975 door de communisten verboden. In 1989 speelde Suchánek een belangrijke rol bij de heroprichting en sinds 1996 is hij voorzitter van Hollar.
Suchánek concentreerde zich al snel op de kleurenlithografie, een techniek waarin hij nog steeds nieuwe mogelijkheden van expressie wist te vinden. Sucháneks werk is een voortzetting van het symbolisme, een stroming die populair was aan het eind van de 19e eeuw.
In Nederland is hij ook bekend van illustraties in enkele bibliofiele uitgaven, waaronder van Sub Signo Libelli, zoals Nohant van Boudewijn Büch.
Suchánek overleed begin 2021 op 87-jarige leeftijd.

## Exposities in Nederland
Vladimír Suchánek heeft een aantal keren in Nederland geëxposeerd:
- 1974 · Galerie T, Amsterdam
- 1978 · Galerie Hüsstege, Amsterdam
- 1980 · Galerie Hüsstege, 's-Hertogenbosch
- 1983 · De Rozengalerie, Amsterdam
- 1984 · Galerie Hüsstege, 's-Hertogenbosch
- 1986 · Kunstzaal de Reiger, Utrecht
- 1989 · Galerie Nebti, Den Haag
- 1990 · Galleria Propitia, Leiden
- 1993 · Galerie Hüsstege, 's-Hertogenbosch